# 명보

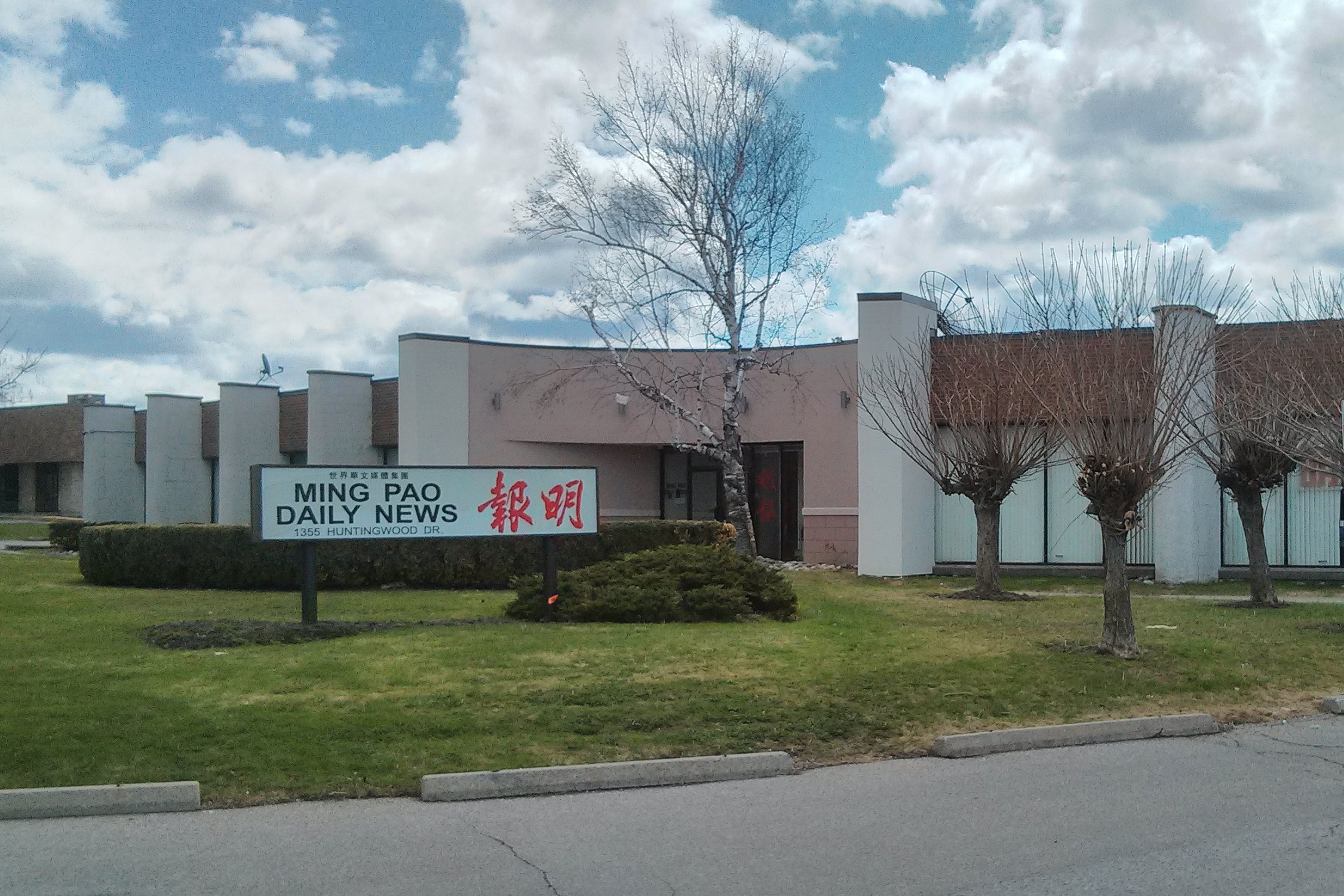
1993년 캐나다에 설립한 명보 사무소

명보(明報, Ming Pao)는 홍콩의 명보그룹이 발행하는 중국어 일간신문이다. 홍콩의 4대 일간지는 동방일보, 태양보, 명보, 성도일보다. 최대신문은 동방일보다.

## 역사
1959년 5월 20일 일간신문 발행을 시작했다. 무협소설로 유명한 김용(金庸, Jinyong)이 그의 친구 심보신(沈寶新, Shen Pao Sing)과 함께 신문사를 설립했다.
2015년 12월 17일, 홍콩 사우스차이나모닝포스트(SCMP)를 인수한 중국 최대의 전자상거래업체 알리바바의 마윈 회장이 홍콩의 유력매체 명보(明報) 인수 협상을 벌이고 있다는 소문이 있었다.